# Le Silence des jambons
Pour plus de détails, voir Fiche technique et Distribution.
Le Silence des jambons (titre original : Il silenzio dei prosciutti) est un film italien écrit et réalisé par Ezio Greggio et sorti en 1994. Le film parodie divers succès cinématographiques de l'époque, dont Le Silence des agneaux de Jonathan Demme.

## Synopsis
Joe Di Fostar, jeune agent du FBI, enquête sur un tueur en série. Il sollicite l'aide d'un célèbre criminel emprisonné, le Dr Animal Cannibal Pizza. En même temps, Jane, sa petite amie vole 400 000 dollars à son patron et s'enfuit. Elle s’arrête pour la nuit dans un motel lugubre et est accueillie par un inquiétant réceptionniste.

## Fiche technique
- Titre : Il silenzio dei prosciutti
- Titre en français : Le Silence des jambons
- Réalisation : Ezio Greggio
- Genre : comédie
- Durée : 81 minutes

## Distribution
- Ezio Greggio (VF : Michel Vigné) : Antonio Motel
- Dom DeLuise (VF : Roger Lumont) : Dr. Animal Cannibal Pizza
- Billy Zane (VF : Éric Legrand) : Jo Dee Fostar
- Joanna Pacuła (VF : Micky Sébastian) : Lily Wine
- Charlene Tilton (VF : Kelvine Dumour) : Jane Wine
- Martin Balsam (VF : Jacques Deschamps) : Det. Martin Balsam
- Stuart Pankin (VF : Maurice Risch) : Insp. Pete Putrid
- John Astin (VF : Henri Labussière) : Le Ranger
- Tony Cox : Le petit gardien de prison
- Mel Brooks : Checkout Guest (Non crédité au générique)
- Phyllis Diller (VF : Lita Recio) : La vieille secrétaire
- Shelley Winters (VF : Arlette Thomas) : Mrs. Motel (La mère d'Antonio Motel)
- Bubba Smith (VF : Med Hondo) : Olaf
- Larry Storch (VF : Roger Crouzet) : Sergent
- Nedra Volz (VF : Monique Mélinand) : la femme du ranger
- John Carpenter : L'homme au trench coat
- Eddie Deezen : Cameraman
- John Landis : Agent du F.B.I.
- Wilhelm von Homburg : Le Maître d'Hôtel